# メインカルチャー
メインカルチャー（英: main culture）とは、社会の（主流をなす）構成員が健全な文化として受容するものである。伝統的には、大学で学問対象として研究されたり、新聞・雑誌などで論評の対象になるものである。サブカルチャーと対比して用いられる語で、ある社会で支配的な文化のことである。
文学・美術・演劇・音楽などの事であり、20世紀になって大衆文化が発達し、次第に映画・テレビ番組・ポピュラー音楽・ビデオゲームなども学問や論評の対象となり、メインカルチャーと認識されている。